# Quinhámel
Quinhámel  este un oraș  în  Guineea-Bissau. Este reședinta  regiunii Biombo.